# Hurich (Fluss)
Der Hurich ist ein Fluss in der schottischen Council Areas Highland.

## Lauf
Der Hurich fließt am Westufer des Lochan Dubh ab. Er verläuft in vornehmlich südwestlicher Richtung und mündet nach elf Kilometern an dessen Ostufer in den Loch Doilet. Dieser entwässert über den Polloch in den Loch Shiel, der über den Shiel in den Loch Moidart an der Schottischen See entwässert. Auf seinem Lauf münden verschiedene Bäche in den Hurich. Er besitzt jedoch keinen wesentlichen Zufluss.
Durch die weitgehend unbesiedelte, gebirgige Region Ardgour in den westlichen Highlands nahe der Halbinsel Ardnamurchan verlaufend, sind seine Ufer praktisch unbesiedelt. Sein Glen Hurich genanntes Tal zwischen dem 888 Meter hohen Sgurr Dhomhnuill, dem 770 Meter hohen Stob a’ Bhealach an Sgriodain und dem 756 Meter hohen Sgorr an Tarmachain zeigt jedoch Spuren früherer landwirtschaftlicher Nutzung und Besiedlung. Hierzu zählt auch die praktisch wüst gefallene Siedlung Glenhurich um das in den 1930er Jahren abgebrochenen Glenhurich House. Weiter flussaufwärts befindet sich eine unbenannte Wüstung oderhalb des rechten Ufers.

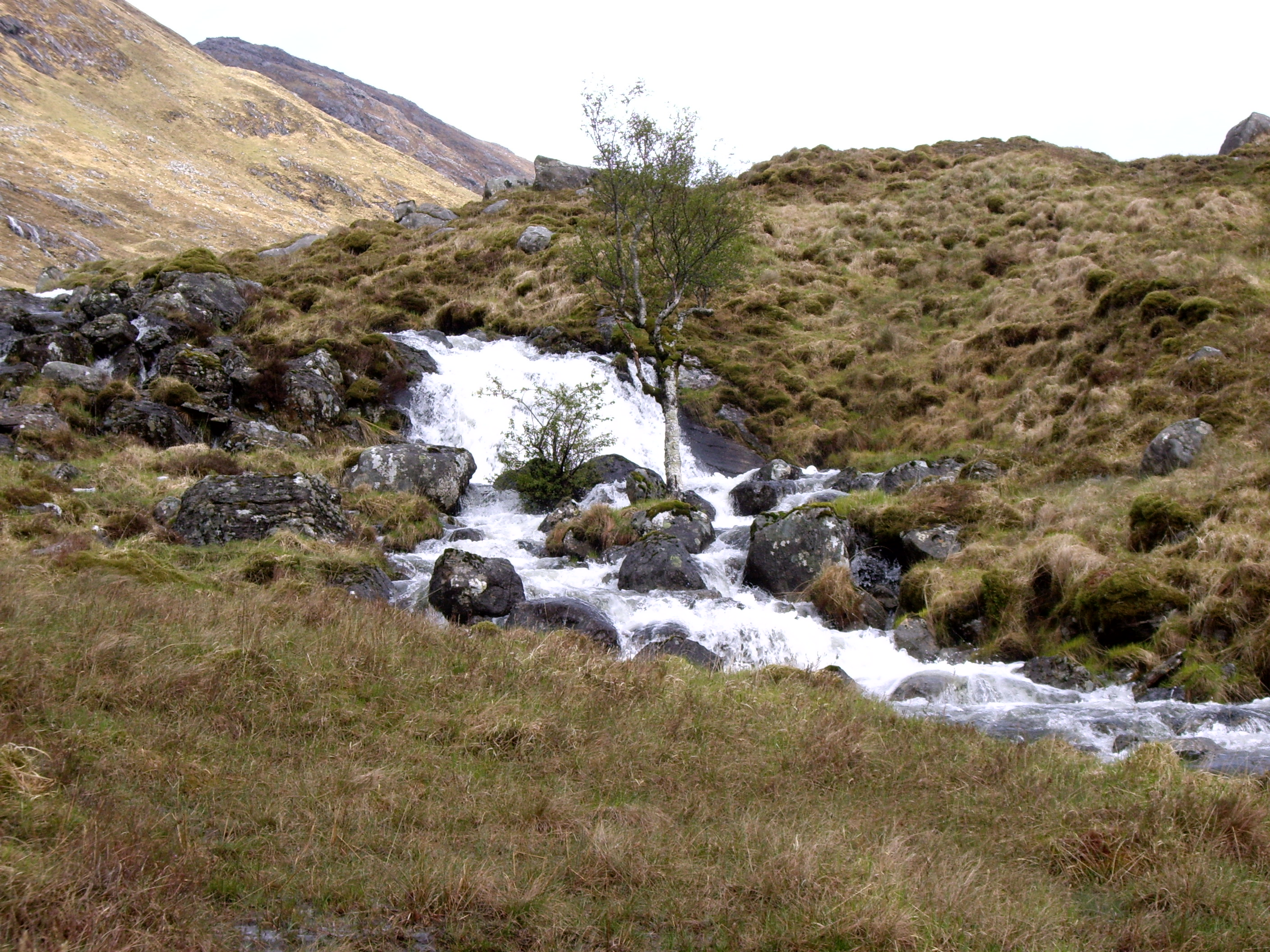
Wasserfall am Oberlauf
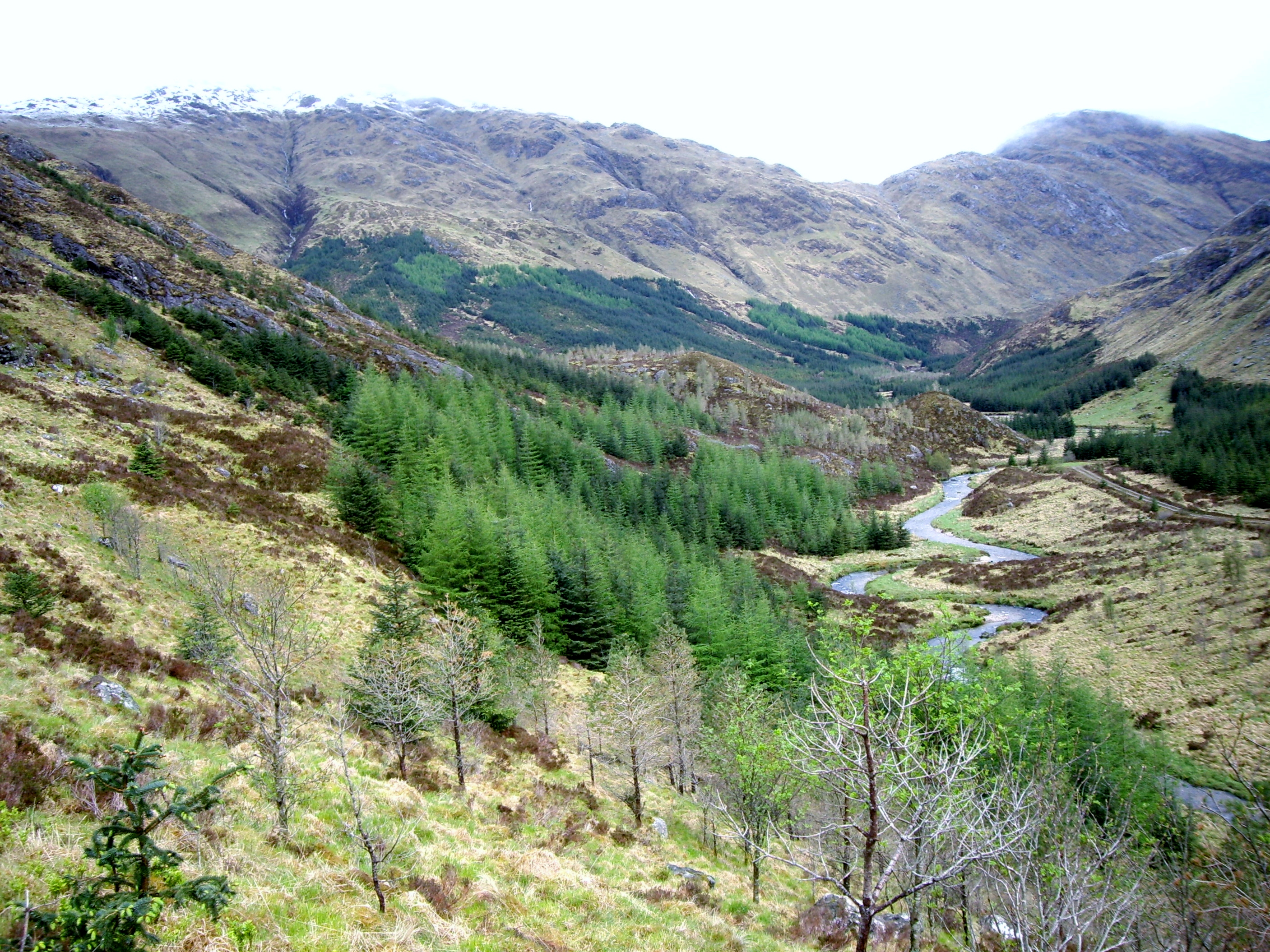
Blick über den Glen Hurich
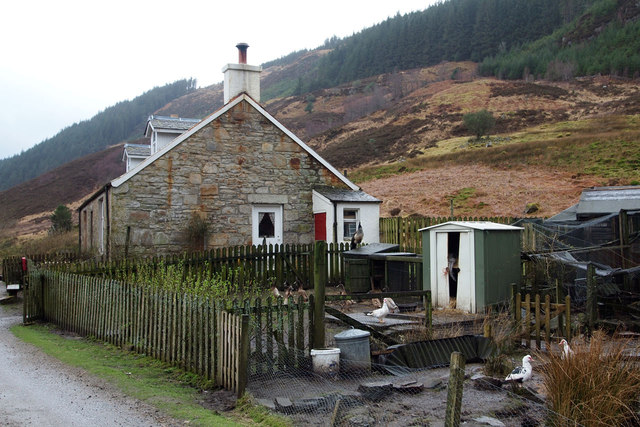
Neubau am Standort von Glenhurich House